# Eser Altın
Eser Altın (* 6. Oktober 1980 in Ankara) ist ein türkischer Fußballtorhüter.

## Karriere
Altın erlernte das Fußballspielen in den Jugendmannschaften diverser Amateurvereine und wechselte im Frühjahr 1999 als Amateurspieler zum damaligen Erstligisten İzmirspor. Hier spielte er zwei Spielzeiten lang ohne Profivertrag und absolvierte als Ersatztorwart zwölf Ligabegegnungen. Im Sommer 2000 erhielt er einen Profivertrag und spielte anschließend zwei weitere Spielzeiten für İzmirspor.
Ein Jahr vor dem Vertragsende verließ er İzmirspor und wechselte innerhalb der Liga zu Çanakkale Dardanelspor. Bei diesem Verein spielte er dreieinhalb Spielzeiten lang als erster Torhüter. Zur Rückrunde der Spielzeit 2005/06 wurde er an den Ligakonkurrenten İstanbulspor ausgeliehen.
Zur neuen Saison wechselte er zu einem weiteren Zweitligisten, zu Gaziantep Büyükşehir Belediyespor. Auch bei diesem Verein hatte er eine langjährige Tätigkeit und spielte hier drei Spielzeiten.
Im Sommer 2009 heuerte er beim Zweitligisten Giresunspor an und spielte hier nur die Hinrunde. Die Rückrunde verbrachte er bei seinem ehemaligen Verein Çanakkale Dardanelspor. Nachdem dieser Verein zum Saisonende den Klassenerhalt verpasst hatte, verließ Altın diesen Klub.
Zur Spielzeit 2010/11 wechselte er zu dem südanatolischen Zweitligisten Mersin İdman Yurdu. Hier erreichte er mit seiner Mannschaft, ohne einen Ligaeinsatz zu absolvieren, die Meisterschaft der TFF 1. Lig und damit den direkten Aufstieg in die Süper Lig.
Seit dem Sommer 2011 spielt er für Boluspor. Im Sommer 2013 heuerte er beim Zweitligisten Istanbul Büyükşehir Belediyespor an.
Nachdem er die Jahre 1004 bis 2017 bei Giresunspor gespielt hatte, wechselte er im Sommer 2017 zum Drittligisten Fethiyespor.

## Erfolge
- Mit Mersin İdman Yurdu:
  - Meister der TFF 1. Lig und Aufstieg in die Süper Lig: 2010/11

- Mit Istanbul BB
  - Meister der TFF 1. Lig und Aufstieg in die Süper Lig: 2013/14